# ГЕС Каса-де-П'єдра
ГЕС Каса-де-П'єдра (ісп. Embalse de Casa de Piedra) – гідроелектростанція в центральній Аргентині на межі провінцій Ла-Пампа та Ріо-Негро. Використовує ресурс річки Ріо-Колорадо, що тече з Анд у східному напрямку до впадіння в Атлантичний океан за сотню кілометрів південніше від Баїя-Бланки.
В межах проекту долину річки перекрили протяжною насипною греблю висотою 45 метрів та довжиною 10782 метри, яка потребувала 12,55 млн м3 матеріалу. Вона утримує водосховище з площею поверхні 348 км2 та об’ємом 3555 млн м3, в якому відбувається коливання рівня поверхні між позначками 275 та 283 метра НРМ.
Пригреблевий машинний зал обладнали двома турбінами типу Френсіс потужністю по 30 МВт, які працюють при напорі у 38 метрів.
Видача продукції відбувається по ЛЕП, розрахованій на роботу під напругою 132 кВ.